# Daniel Rudisha
Daniel Matasi Rudisha (Kilgoris - Rift Valley, 11 augustus 1945 – Nakuru, 6 maart 2019) was een Keniaanse atleet, die zich had toegelegd op de 400 m. Hij nam eenmaal deel aan de Olympische Spelen, bij welke gelegenheid hij een zilveren medaille veroverde.

## Loopbaan
In 1967 won Rudisha de 400 m op de Oost- en Centraal-Afrikaanse kampioenschappen in 45,8 s. Het volgende jaar vertegenwoordigde hij Kenia op de Olympische Spelen van 1968 in Mexico-Stad op de 4 x 400 m estafette. Hij won zilver in 2.59,64 met zijn teamgenoten Naftali Bon, Hezahiah Nyamau en Charles Asati. Het goud werd veroverd door het Amerikaanse team in een wereldrecordtijd van 2.56,16, dat pas in 1992 werd verbroken. Rudisha woonde in Kilgoris.
Zijn zoon David Rudisha werd in 2011 tijdens de wereldkampioenschappen in Daegu kampioen op de 800 m en is de huidige wereldrecordhouder. In 2012 werd hij olympisch kampioen op de 800 m.

## Titels
- Oost- en Centraal-Afrikaanse kampioen 400 m - 1967

## Persoonlijk record
| Onderdeel | Prestatie | Jaar |
| --------- | --------- | ---- |
| 400 m     | 45,5 s    | 1967 |

## Palmares

### 400 m
- 1967:  Oost- en Centraal-Afrikaanse kamp. - 45,8 s

### 4 x 400 m estafette
- 1968:  OS - 2.59,64